# Catharsius quadridentatus
Catharsius quadridentatus är en skalbaggsart som beskrevs av Lansberge 1885. Catharsius quadridentatus ingår i släktet Catharsius och familjen bladhorningar. Inga underarter finns listade.